# Platynectes javanus
Platynectes javanus är en skalbaggsart som beskrevs av Nilsson 1998. Platynectes javanus ingår i släktet Platynectes och familjen dykare. Inga underarter finns listade i Catalogue of Life.